# Groeien & Bloeien
Groeien & Bloeien is een tiendelige Vlaamse komediereeks geregisseerd door Elias Mentzel. De reeks werd geproduceerd door De Mensen en werd voor de eerste maal uitgezonden in de lente van 2024 op VRT 1. 
De komediereeks speelt zich af in het tuincentrum "Groeien & Bloeien", gerund door de warme maar chaotische familie Versmissen.
Het grootste deel van de opnames vond plaats in de vroegere gebouwen van Elektro Van de Water aan de Hannekeshoek in Herentals, waar het fictieve tuincentrum werd ingericht.

## Verhaal
Groeien & Bloeien vertelt het verhaal van het gelijknamige tuincentrum, uitgebaat door de familie Versmissen. De uitbaters Silke (Anouck Luyten), Klaas (Francisco Schuster) en hun vader Frank (Ben Segers) hebben vaak een andere chaotische mening over hoe alles aan te pakken. 
Ondanks het vertrek van moeder Ingrid proberen de drie met veel liefde hun zaak draaiende te houden. Ze delen lief en leed met hun werknemers.
Tot vader Frank ontdekt dat er een nieuwe hyper-tuinmarkt "Green Dreams" in de buurt zal worden geopend kan niets hun onderlinge band breken. Frank wil met - volgens hem geniale,  maar soms vergezochte - ideeën zijn zaak redden van de ondergang.

## Rolverdeling[3]
| Acteur                | Personage        |
| --------------------- | ---------------- |
| Ben Segers            | Frank Versmissen |
| Anouck Luyten         | Silke Versmissen |
| Andrew Van Ostade     | Sven Vandersarre |
| Francisco Schuster    | Klaas Versmissen |
| Maïmouna Badjie       | Clio Mounir      |
| Ini Massez            | Barbara Peeters  |
| Goele Derick          | Annemie Lutz     |
| Peter Van den Eede    | Etienne          |
| Greet Rouffaer        | Susan            |
| Jonathan Michiels     | reporter         |
| Manou Kersting        | Jimmy Lutz       |
| Peter Thyssen         | burgemeester     |
| Mattias Van de Vijver | Giovanni         |
| Bert Huysentruyt      | Jos              |
| Yassine Ouaich        | Elias            |